# Alpes orientales
Los Alpes orientales son la parte oriental del sistema montañoso de los Alpes. Según las diferentes clasificaciones del sistema alpino, la denominación comprende un ámbito orográfico diverso. Los Alpes orientales ocupan parte de Suiza, la mayor parte de Austria y de Liechtenstein, así como partes del extremo meridional de Alemania, bastante del norte de Italia y una buena porción del norte de Eslovenia. La frontera oriental está formada por el Wienerwald (bosque de Viena) y la cuenca vienesa, que es la zona de transición con los montes Cárpatos. Durante la glaciación de Würm, los Alpes orientales eran más secos que los Alpes occidentales, con el contiguo escudo de hielo que acababa en la región del Niedere Tauern en Austria. Esto permitió muchas especies sobrevivir a la edad de hielo en los Alpes orientales cuando no podían sobrevivir en otros lugares. Por esa razón, muchas especies de plantas son endemismos de los Alpes orientales.

## Ámbito tradicional
En el año 1926, tras el IX Congreso Geográfico Italiano de 1924, se adoptó la Partición de los Alpes, que preveía la subdivisión del sistema alpino en Alpes occidentales, Alpes centrales y Alpes orientales. En esta partición tradicional, los Alpes orientales irían desde el paso de Arlberg hacia el Este o, más exactamente, entre el paso del Brennero a la ciudad de Fiume. La cima más elevada en esta división sería la Marmolada (3.341 m), porque el Piz Bernina quedaría dentro de los Alpes centrales. 

Las 26 secciones de la Partición de los Alpes (1924). Los Alpes orientales corresponden con las secciones 17 a 26.

Los Alpes orientales se subdividían a su vez en:
- Alpes nóricos (17)
  - Tuxer Gebirge (17.a)
  - Alpes de Zillertal (17.b)
  - Altos Tauern (17.c)
  - Bajos Tauern (17.d)
  - Alpes de Carintia (17.e)
- Dolomitas (18)
  - Alpes de Gardena y Fassa (18.a)
  - Grupo de la Marmolada (18.b)
  - Alpes de Ampezzo y Cadore (18.c)
  - Alpes de Valsugana y de Primiero (18.d)
- Alpes cárnicos (19)
  - Alpes de la Gail (19.a)
  - Alpes de Tolmezzo (19.b)
- Alpes julianos (20)
  - Alpes julianos septentrionales (20.a)
  - Alto Carso (20.b) 
    - Altiplano de la Bainsizza (20.b.a)
    - Selva de Tarnova (20.b.b)

  - Carso Corniolino (20.c)
    - Selva Piro (20.c.a)
    - Carso de Postumia (20.c.b)
    - Carso de la Carniola (20.c.c)
- Caravanche (21)
  - Cadena de las Caravanche (21.a)
  - Bacher (21.b)
- Alpes salzburgueses (22)
  - Alpes de Kitzbühel (22.a)
  - Steinernes Meer (22.b)
  - Kaisergebirge (22.c)
  - Leoganger Steinberge (22.d)
  - Tennengebirge (22.e)
  - Dachstein (22.f)
- Alpes austríacos (23)
  - Totes Gebirge (23.a)
  - Grupo del Pyhrgass (23.b)
  - Sengsengebirge (23.c)
  - Alpes de Ennstaler (23.d)
  - Hochschwab (23.e)
  - Raxalpe (23.f)
  - Schneeberg (23.g)
  - Prealpes del Ötscher (23.h)
  - Wienerwald (23.i)
- Prealpes de Estiria (24)
  - Alpes de Stubai (24.a)
  - Alpes de Glein (24.b)
  - Alpes de Hoch (24.c)
  - Alpes de Kor (24.d)
  - Windichen Bühel (24.e)
  - Montes de Estiria (24.f)
  - Bucklige Welt (24.g)
  - Rosalien-Gebirge (24.h)
- Prealpes Trivénetos (25)
  - Montes Lesinos (25.a)
  - Altiplano de Asiago (25.b)
  - Monte Grappa (25.c)
  - Prealpes de Belluno (25.d)
  - Prealpes cárnicos (25.e)
  - Prealpes julianos (25.f)
- Carso (26)
  - Pequeño Carso (26.a)
    - Carso de Monfalcone (26.a.a)
    - Carso Triestino (26.a.b)
    - Carso de la Cicceria (26.a.c)
    - Carso de Castua (26.a.d)

  - Carso de Istria (26.b)

## División actual: SOIUSA

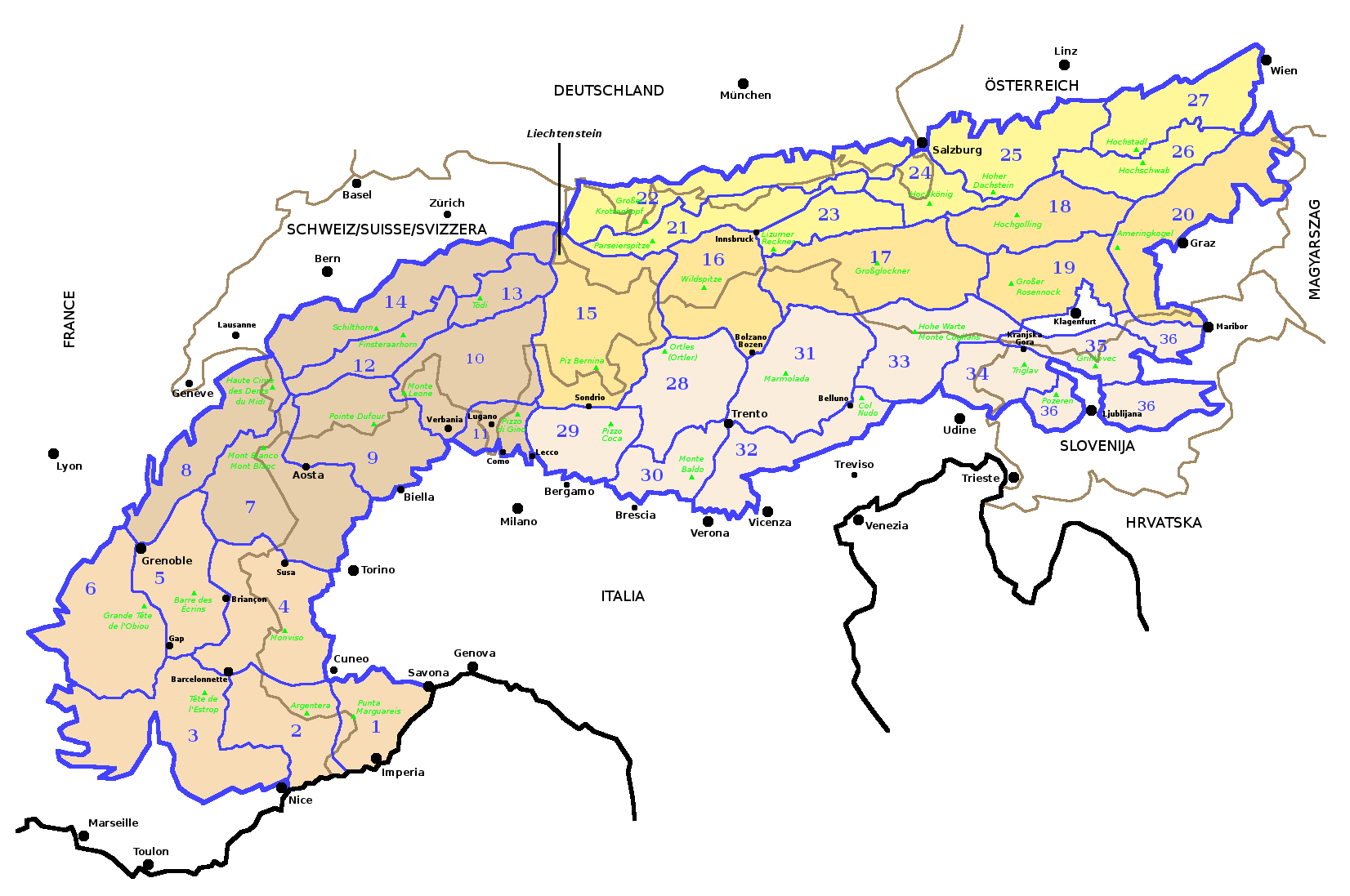
Alpes occidentales y Alpes orientales según la SOIUSA. Se nota la posterior subdivisión en Alpes centrales del este, Alpes del noreste y Alpes del sudeste.

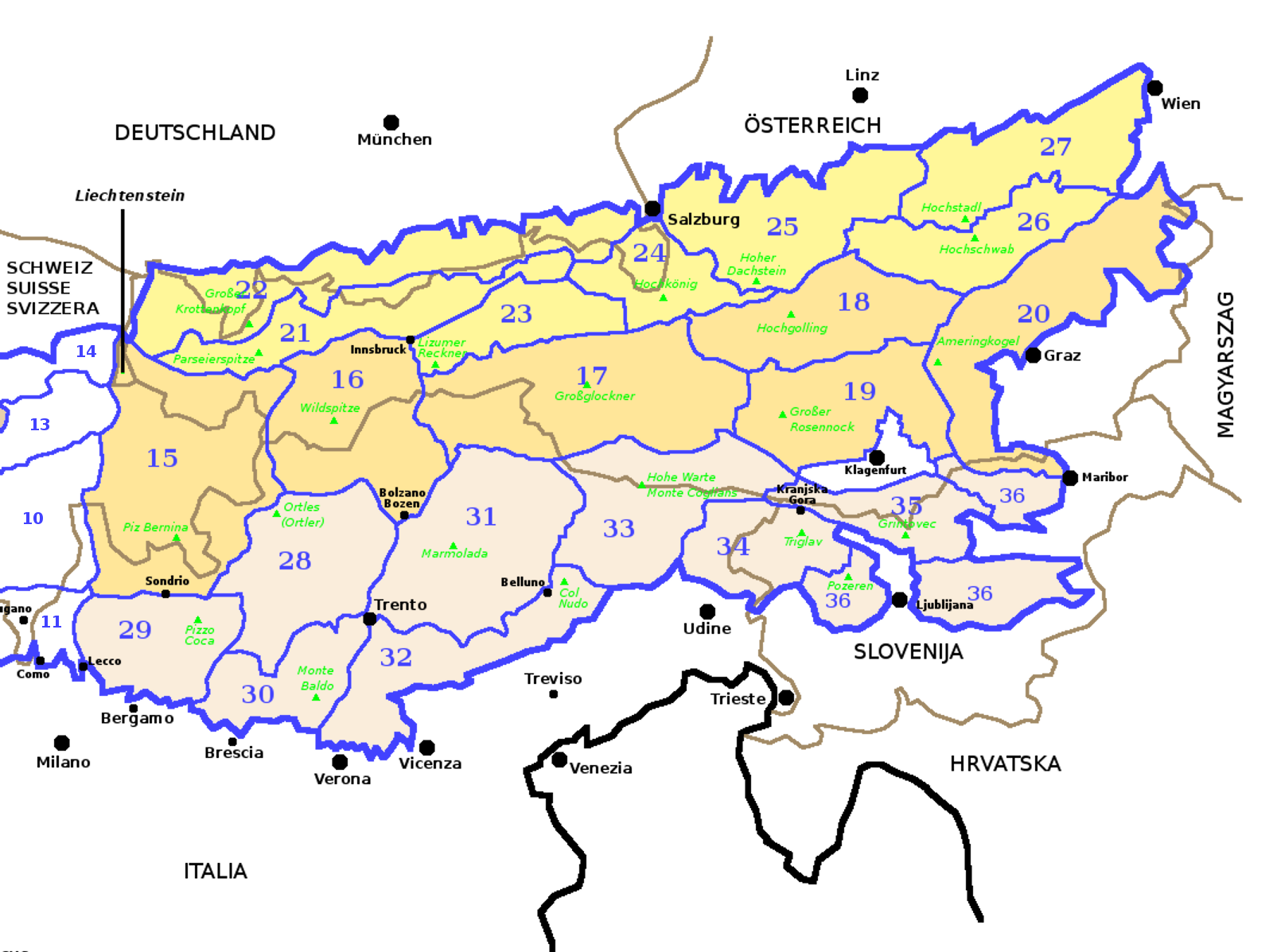
Las secciones de los Alpes orientales según la SOIUSA.

La Subdivisión Orográfica Internacional Unificada del Sistema Alpino (SOIUSA), presentada en el año 2005, ha superado la partición en tres de los Alpes del año 1926. Esta subdivisión prevé la división de los Alpes en dos: Alpes occidentales y Alpes orientales, separados por la línea Rin - Paso del Spluga - Lago de Como - Lago de Lecco.
Los Alpes orientales se subdividen a su vez en tres grandes sectores: Alpes centrales del este, Alpes del noreste y Alpes del sudeste:

### Alpes centrales del este
Los Alpes centrales del este se dividen en seis secciones, veinticinco subsecciones y 64 supergrupos:
- 15. Alpes Réticos occidentales (Piz Bernina, 4.049 m)
  - Alpes del Platta (Suretta-Stella-Duan; Platta-Forbesch-Curver)
  - Alpes de la Albula (Güglia-Err-Bravuogn; Kesch-Chüealphorn-Grialetsch)
  - Alpes del Bernina (Bernina-Scalino; Montes de Val Bregaglia)
  - Alpes de Livigno (Languard-Quattervals; Piazzi-Paradisino)
  - Alpes de Val Müstair (Casina-Umbrail-Pizzo della Forcola; Sesvenna-Tavrü)
  - Alpes del Silvretta, del Samnaun y del Verwall (Silvretta; Samnaun; Verwall)
  - Alpes del Plessur (Hockwang-Weißfluth; Strela-Lenzerhorn-Weißhorn; Stätzerhorn)
  - Cadena del Rätikon (Rätikon)

- 16. Alpes Réticos orientales (Wildspitze, 3.772 m)
  - Alpes Venoste (Venoste Orientales; Alpi Passirie isa; Kaunergrat-Venetberg-Geigenkamm)
  - Alpes del Stubai (Pan di Zucchero-Habicht; Schrankogel-Kalkkögel-Sellrainer)
  - Alpes Sarentinos (Punta Cervina-Cima San Giacomo)

- 17 Alpes del Tauern occidentales (Großglockner, 3.798 m)
  - Alpes de la Zillertal (Croda Alta-Olperer; Gran Pilastro; Fundres; Reichenspitze)
  - Altos Tauern (Venediger; Granatspitze; Glockner; Schober; Goldberg; Ankogel)
  - Alpes Pustereses (Vedrette de Ries; Villgraten)
  - Grupo del Kreuzeck (Kreuzeck)

- 18. Alpes del Tauern orientales (Hochgolling, 2.863 m)
  - Tauern de Radstadt (Weißeck-Mosermandl-Hochfeind)
  - Tauern de Schladming y de Murau (Schladming; Murau)
  - Tauern de Wölz y de Rottenmann (Wölz; Rottenmann)
  - Tauern de Seckau (Gamskögel-Geierhaupt; Seckau)

- 19. Alpes de Estiria y Carintia (Eisenhut, 2.441 m)
  - Alpes de Gurktal (Kilnprein-Rosennock-Eisenhut; Prankerhöhe-Grebenzen; Wöllaner Nock-Mirnock; Kruckenspitze-Hockeck; Klagenfurt)
  - Alpes de Lavanttal (Kreiskogel-Zirbitzkogel; Waldkogel-Grafenkogel; Ladingerspitze; Griffn)

- 20. Prealpes de Estiria (Ameringkogel, 2.184 m)
  - Prealpes del noroeste de Estiria (Stubalpe; Gleinalpe; Westgraz)
  - Prealpes del sudoeste de Estiria (Koralpe; Reinischkögel; Kobansko)
  - Prealpes centrales de Estiria (Fischbach; Ostgraz)
  - Prealpes orientales de Estiria (Wechsel-Joglland; Bucklige; Bernstein-Güns; Rosalien-Ödenburg)

### Alpes del noreste
Los Alpes del noreste se dividen en siete secciones, veintisiete subsecciones y 69 supergrupos:
- 21. Alpes calizos del Tirol septentrional (Parseierspitze, 3.040 m)
  - Alpes de Lechtal (Parseier; Namloser)
  - Montes de Lechquellen (Spuller Schafberg-Rote Wand-Braunarl)
  - Montes de Mieming y del Wetterstein (Mieming; Wetterstein)
  - Montes del Karwendel (Karwendel; Risser)
  - Alpes del Brandenberg (Rofan; Thierseer)
  - Montes del Kaiser (Wilder Kaiser-Unterberghorn; Zahmer Kaiser)

- 22. Alpes Bávaros o de Baviera (Großer Krottenkopf, 2.657 m)
  - Prealpes de Bregenz (Prealpes occidentales de Bregenz; Prealpes orientales de Bregenz)
  - Alpes de Algovia (Walsertal; Prealpes occidentales de Algovia; Alpes de Algovia; Prealpes orientales de Algovia; Tannheim)
  - Alpes de Ammergau (Daniel-Kreuzspitze-Kramer-Laber; Ammer-Trauch)
  - Alpes del Wallgau (Alpes occidentales del Wallgau; Alpes orientales del Wallgau)
  - Alpes del Mangfall (Tegernsee; Schliersee)
  - Alpes del Chiemgau (Inzell; Prealpes de Chiemgau)

- 23. Alpes esquistosos tiroleses (Lizumer Reckner, 2.884 m)
  - Prealpes del Tux (Reckner-Malgrübler-Rosenjoch; Kalkwald-Rastkogel)
  - Alpes de Kitzbühel (Wildschönau; Pölven-Ellmau; Glemmtal)

- 24. Alpes septentrionales salzburgueses (Hochkönig, 2.941 m)
  - Montes del Stein (Lofer; Kirchberg; Leogang)
  - Alpes esquistosos salzburgueses (Dienten; Fritztal)
  - Alpes de Berchtesgaden (Alpes meridionales de Berchtesgaden; Alpes centrales del este de Berchtesgaden; Alpes centrales del oeste de Berchtesgaden; Alpes septentrionales de Berchtesgaden)
  - Montes de Tennen (Tennen)

- 25. Alpes del Salzkammergut y de Alta Austria (Hoher Dachstein, 2.993 m)
  - Montes del Dachstein (Gosau; Dachstein; Kemet)
  - Montes del Salzkammergut (Gamsfeld-Osterhorn; Prealpes de Salzburgo; Schafberg-Höllen; Mondse-Gmundn)
  - Montes Totes (Totes; Warscheneck)
  - Prealpes de Alta Austria (Grünau; Kirchdorf; Molln; Sengsen; Neustift)

- 26. Alpes septentrionales de Estiria (Hochtor, 2.369 m)
  - Alpes de Ennstal (Haller Mauern; Gesäuse; Eisenerz)
  - Alpes del noreste de Estiria (Hochschwab; Alpes de Mürzsteg; Rax-Schneeberg)

- 27. Alpes de Baja Austria (Hochstadl, 1.919 m)
  - Alpes de Türnitz (Türnitz; Texing)
  - Alpes del Ybbstal (Zellerhut-Ötscher; Lunz; Höllenstein; Eisenwurzen)
  - Prealpes orientales de Baja Austria (Gutenstein; Wienerwald)

### Alpes del sudeste
Los Alpes del sudeste se dividen en nueve secciones, veinticinco subsecciones y 65 supergrupos:
- 28. Alpes Réticos meridionales (Ortles, 3.905 m)
  - Alpes del Ortles (Ortles-Cevedale; Grupo Sobretta-Gavia)
  - Alpes de Val di Non (Olmi-Luco-Roen)
  - Alpes del Adamello y de la Presanella (Adamello; Presanella)
  - Dolomitas de Brenta (Brenta-Paganella)

- 29. Alpes y prealpes Bergamascos (Pizzo di Coca, 3.052 m)
  - Alpes Orobies (Alpes Orobies orientales; Alpes Orobies occidentales)
  - Prealpes Bergamascos (occidentales; centrales; orientales)

- 30. Prealpes de Brescia y Garda (Monte Baldo, 2.218 m)
  - Prealpes de Brescia (Setteventi-Muffetto-Guglielmo; Dosso Alto-Monte Palo)
  - Prealpes de Garda (Prealpes Giudicarie; Prealpes de Garda del sudoeste; Prealpes de Garda orientales)

- 31. Dolomitas (Marmolada, 3.342 m)
  - Dolomitas de Sesto, de Braies y de Ampezzo (de Sesto; de Braies; orientales de Badia; de Ampezzo; Cadorinos)
  - Dolomitas de Zoldo (septentrionales de Zoldo; meridionales de Zoldo)
  - Dolomitas de Gardena y de Fassa (de Gardena; de Fassa)
  - Dolomitas de Feltre y de Pale di San Martino (Pale di San Martino-Feruc; Alpes de Feltre)
  - Dolomitas de Fiemme (Montes de Val d'Ega; Lagorai-Monte Croce-Cima d'Asta)

- 32. Prealpes Vénetos (Col Nudo, 2.472 m)
  - Prealpes Vicentinos (Altiplanos; Pequeños Dolomitas; Montes Lesinos)
  - Prealpes de Belluno (Grappa; Cavallo-Visentin)

- 33. Alpes Cárnicos y de la Gail (Monte Coglians, 2.780 m)
  - Alpes Cárnicos (Cavallino-Peralba-Coglians; Polinik-Gartnerkofel-Osternig; Alpes de Tolmezzo occidentales; Alpes de Tolmezzo orientales)
  - Alpes de Gail (Occidentales de Lienz; Centrales de Lienz; Orientales de Lienz; Reißkofel-Spitzegel; Latschur-Goldeck; Erzberg-Villacher)
  - Prealpes Cárnicos (Duranno-Monfalconi-Pramaggiore; Chiarescons-Cornaget-Resettum; Valcalda-Verzegnis)

- 34. Alpes y prealpes Julianos (Monte Tricorno, 2.863 m)
  - Alpes Julianos (Jôf Fuart-Montasio; Canin; Mangart-Jalovec; Škrlatica; Tricorno; Nero -Tolminskikuk-Rodic)
  - Prealpes Julianos (Plauris-Musi-Chiampon; Mia-Joanaz-Matajur)

- 35. Alpes de Carintia y de Eslovenia (Grintovec, 2.558 m)
  - Caravanche (occidentales; septentrionales; orientales)
  - Alpes de Kamnik y de la Savinja (Storžič; Mrzla gora-Grintovec-Ojstrica; Raduha-Golte-Rogatec-Menina)

- 36. Prealpes Eslovenos (Porezen, 1.630 m)
  - Prealpes Eslovenos occidentales (Škofjeloško-Cerkljansko-Polhograjsko-Rovtarsko)
  - Prealpes Eslovenos orientales (Posavje)
  - Prealpes Eslovenos del noreste (Strojna-Pohorje; Vitanje-Konjice)

## Alpenvereinseinteilung der Ostalpen(AVE)

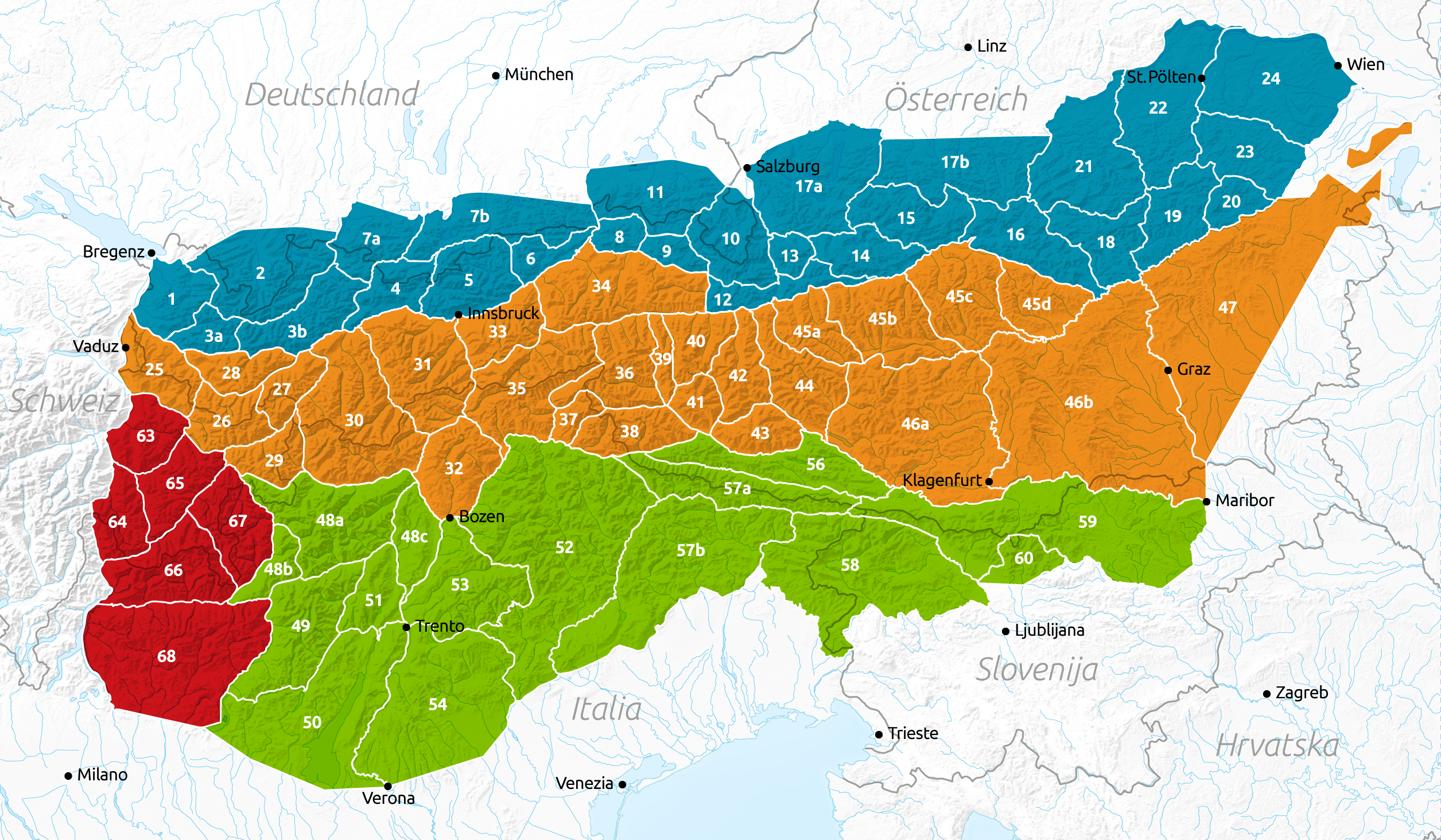
Los alpes orientales según AVE

Hay aún un tercer ámbito de Alpes orientales, el defendido por la Deutscher und Österreichischer Alpenverein, esto es, los Clubs Alpinos austro-alemanes, que adoptan una clasificación de los Alpes orientales denominada Alpenvereinseinteilung der Ostalpen (AVE). Los Alpes orientales se subdividen en cuatro sectores y 75 grupos, según la revisión aportada al Moriggl-Einteilung der Ostalpen del año 1982 por Frank Grassler.
Los cuatro sectores serían:
- Nördliche Ostalpen (Alpes orientales septentrionales), se correspondería aproximadamente con los Alpes Bávaros
- Zentrale Ostalpen (Alpes orientales centrales)
- Südliche Ostalpen (Alpes orientales meridionales), que podrían corresponder con los Alpes calizos meridionales
- Westliche Ostalpen (Alpes orientales occidentales)

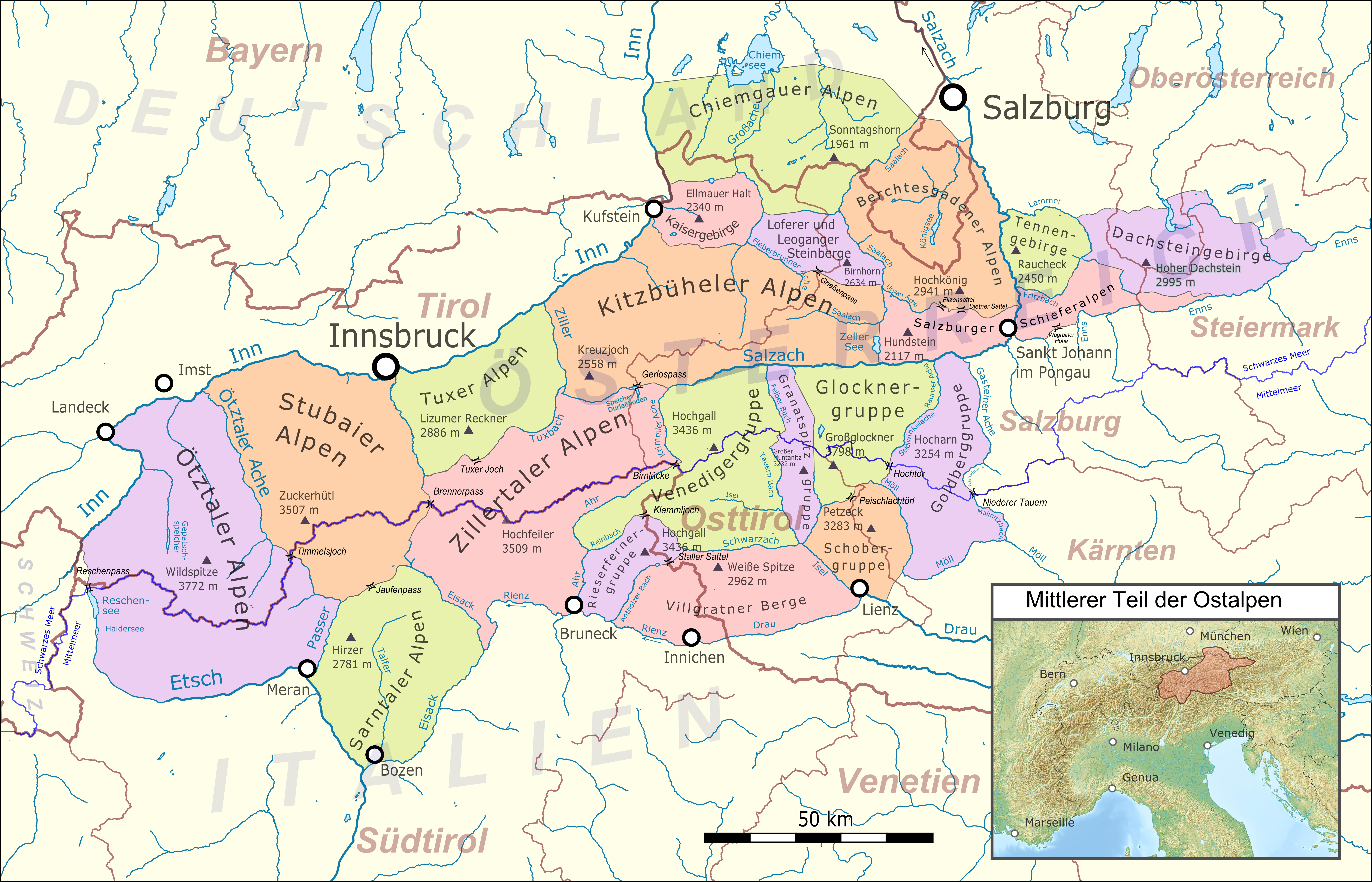
Alpes orientales centrales
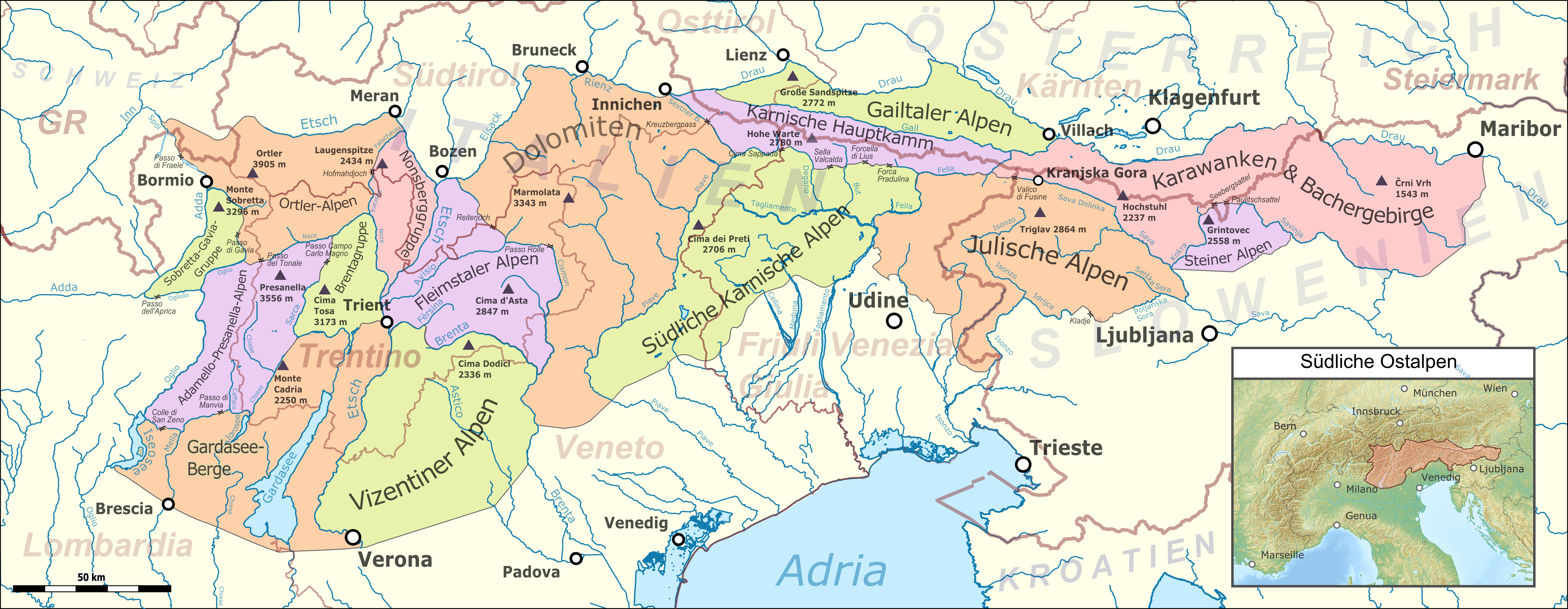
Alpes orientales meridionales
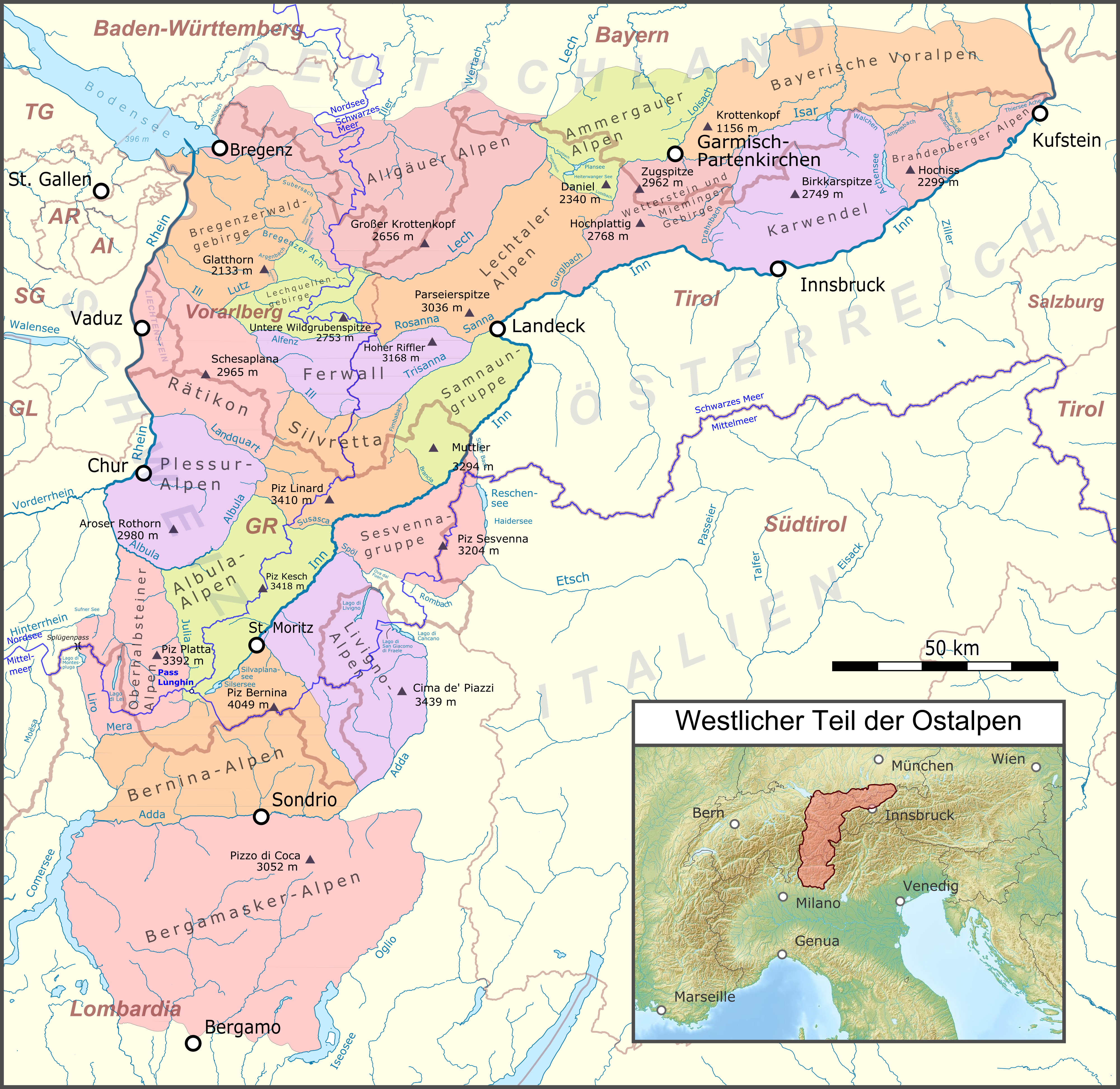
Alpes orientales occidentales